# Dimitar Marašliev
Dimitar Marašliev (bulharskou cyrilicí Димитър Марашлиев) (31. srpna 1948, Charmanli - 12. července 2018, Sofie) byl bulharský fotbalista, útočník. 

## Fotbalová kariéra
V bulharské lize hrál za Spartak Plovdiv a CSKA Sofia, nastoupil ve 250 ligových utkáních a dal 75 gólů. S CSKA získal šest mistrovských titulů a čtyři vítězství v bulharském fotbalovém poháru. Kariéru zakončil ve druhé lize v týmu Černo More Varna. V Poháru mistrů evropských zemí nastoupil ve 20 utkáních a dal 8 gólů a v Poháru vítězů pohárů nastoupil v 5 utkáních a dal 1 gól. Za bulharskou reprezentaci nastoupil v letech 1969–1970 v 8 utkáních a dal 3 góly. Byl členem bulharské reprezentace na Mistrovství světa ve fotbale 1970, nastoupil ve 2 utkáních.  

## Ligová bilance
| Ročník                                | Zápasy | Góly | Klub             |
| ------------------------------------- | ------ | ---- | ---------------- |
| 1. bulharská fotbalová liga 1965/1966 | 6      | 26   | Spartak Plovdiv  |
| 1. bulharská fotbalová liga 1966/1967 | 18     | 4    | CSKA Sofia       |
| 1. bulharská fotbalová liga 1967/1968 | 27     | 15   | CSKA Sofia       |
| 1. bulharská fotbalová liga 1968/1969 | 28     | 4    | CSKA Sofia       |
| 1. bulharská fotbalová liga 1969/1970 | 26     | 8    | CSKA Sofia       |
| 1. bulharská fotbalová liga 1970/1971 | 28     | 4    | CSKA Sofia       |
| 1. bulharská fotbalová liga 1971/1972 | 30     | 12   | CSKA Sofia       |
| 1. bulharská fotbalová liga 1972/1973 | 22     | 7    | CSKA Sofia       |
| 1. bulharská fotbalová liga 1973/1974 | 29     | 8    | CSKA Sofia       |
| 1. bulharská fotbalová liga 1974/1975 | 21     | 7    | CSKA Sofia       |
| 1. bulharská fotbalová liga 1975/1976 | 15     | 4    | CSKA Sofia       |
| 2. bulharská fotbalová liga 1976/1977 | 19     | 8    | Černo More Varna |
| CELKEM 1. bulharská fotbalová liga    | 250    | 75   |                  |